# Pedra da Audiência (Avintes)
A Pedra da Audiência é um antigo tribunal ao ar livre situado no Lugar de Quintã em Avintes, Vila Nova de Gaia.  É composta por uma mesa e três bancos de granito com a data de 1742. Estes tribunais para pequenas questões existiram sobretudo no norte de Portugal durante os séculos XVII e XVIII, sendo a Pedra da Audiência em Avintes o único que ainda existe.  

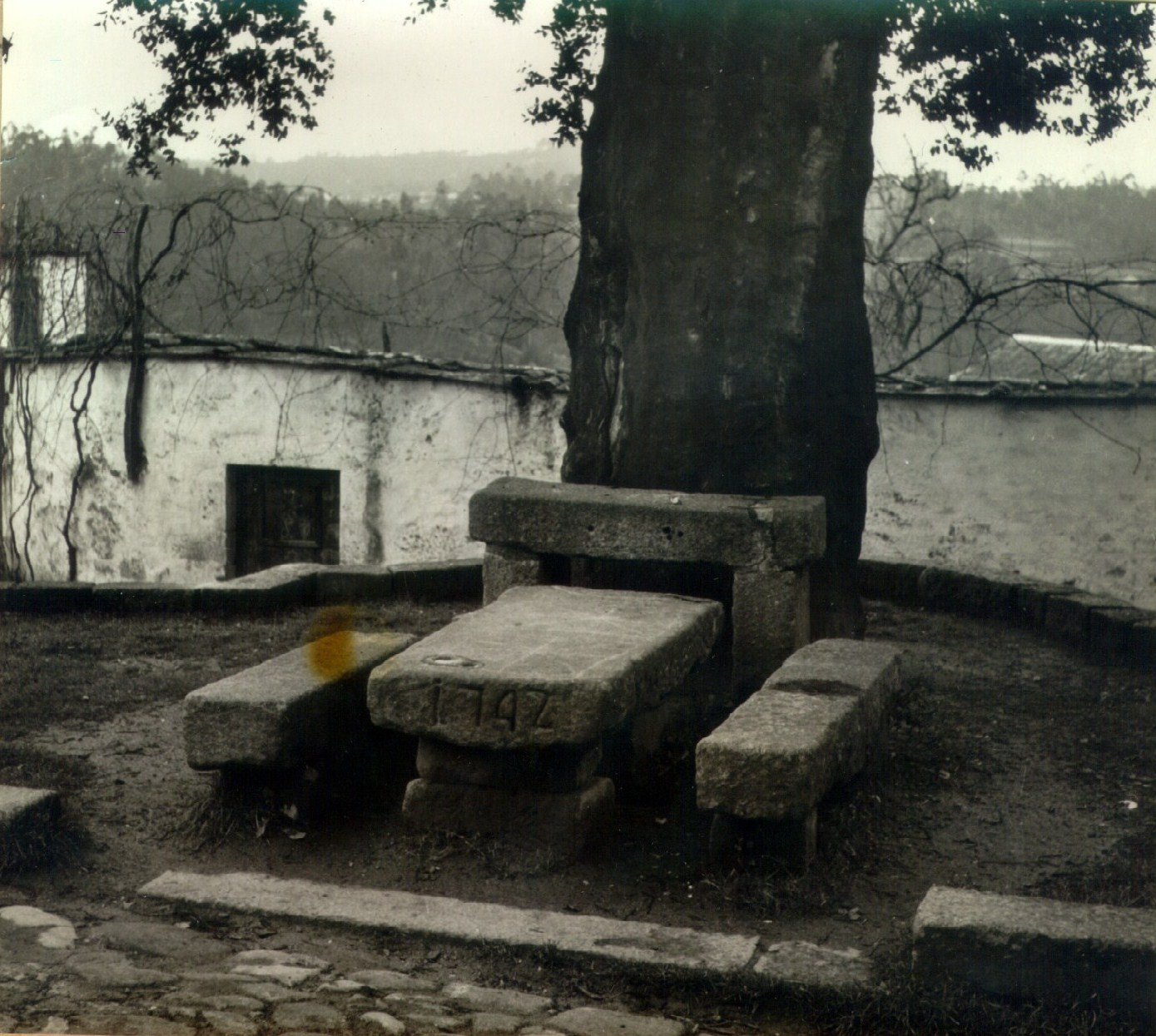
Pedra da Audiência, imagem dos Arquivos de José Vaz

## Antecedentes
Já há notícias de ter sido no Lugar de Quintã, já em 1699, os lavradores de Avintesse reuniram com dois advogados do Porto para contestar o Abade de Avintes que lhe queria impor o imposto do “Alqueire”, isto é, a entrega de doze alqueires de trigo por cada chefe de família, “cabeceira”, que falecesse.
Também foi no lugar de Quintã que em dois documentos notariais, um de 21 janeiro de 1718 e outro 10 de março de 1722, aparecem as curiosas designações de: foral da audiência (no lugar de Quintam)” e Foral das Audiências. 
Na sequência desta tradição, foi neste local que foi erigida em 1742 a Pedra da Audiência.  

## APedra da Audiência
A Pedra da Audiência é uma mesa retangular cercada por três bancos, todos em granito. Localiza-se na rua Dr. João Alves Pereira, em Avintes e foi instalada neste local em 1742.  Foi cenário de diversos julgamentos ao ar livre, que decorriam um vez por semana.  Os julgamentos eram conduzidos por um juiz ordinário, que tinha de segurar numa vara vermelha, que simbolizava a autoridade. O julgamento era também assistido por dois oficiais, um escrivão e um meirinho.
Existiam várias Pedras ou Mesas da Audiência espalhadas por Portugal, particularmente na região norte. Contudo, estas divergem da Pedra da Audiência de Avintes, pois destinavam-se às reuniões das Confrarias de Subsino ou do Subsigno, as avós das atuais Juntas de Freguesia.  Estas Pedras ou Mesas de Audiência estão implantadas junto dos templos religiosos enquanto a Pedra da Audiência de Avintes está afastada um quilómetro da Igreja Paroquial o que mostra a finalidade estritamente judicial ligada ao poder local. 
A Pedra da Audiência de Avintes funcionou até 1832.
Seguindo a tradição dos julgamentos da Pedra da Audiência, a 15 de maio de 1834, é criado O Julgado de Paz do Distrito de Avintes, que chegou a integrar as Freguesias de Oliveira do Douro e de Vilar de Andorinho, cujas centenas de Autos de Conciliação se encontram à guarda do Arquivo Municipal Sophia de Mello Breyner e uma reprodução do livro n.º 33, integra a documentação da “Casa da Memória de Avintes” - Abientes – Centro de Documentação e Investigação em História Local. 

## A Pedra da Audiência no século XX
Mesmo após a sua desativação enquanto tribunal, a Pedra da Audiência foi mantida pelos avintenses e acarinhada pelos moradores de Quintã como símbolo da autonomia e do poder local.
Em 1936, foram feitas algumas obras para a proteção da Pedra da Audiência e do seu antiquíssimo sobreiro. Essas obras foram iniciadas, dinamizadas, concebidas e delineadas pelo arquiteto avintense Manuel Marques, professor da Escola de Belas Artes do Porto, pelo benemérito avintense Mário Mendes da Costa e pelo jurista avintense, João Alves Pereira, que envolveram a Junta de Freguesia de Avintes, neste projeto de recuperação e de dignificação do monumento.
Mais tarde, em 1942, uma comissão, composta por João Alves Pereira, Narciso Gonçalves Neto, António Ferreira de Almeida, Sérgio Augusto Guimarães Vieira, António Ferreira Sequeira, Venceslau Ramos, José Aurélio Monteiro, Albano Rodrigues, Alberto Gomes Pinto, Joaquim Filipe de Castro, Manuel de Pinho Fonseca Dias, Joaquim Ferreira Marques, Anacleto Romeu e Manuel Ferreira Lopes, empreendeu as comemorações solenes do bicentenário da Pedra da Audiência com a colaboração da Junta de Freguesia e o Grupo Mérito Dramático Avintense.
Do programa das comemorações fazia parte um cortejo etnográfico que incluía o Rancho Folclórico das Padeiras de Avintes, o Rancho das Ceifeiras, grupos de moleiros e de pescadores e padeiras. Foi durante a sessão solene que se procedeu ao descerramento da placa que lembra a antiguidade do couto de Avintes e da sua justiça .
A Pedra de Audiência recebeu a classificação como Imóvel de Interesse Público de acordo com o decreto nº 35.817, datado de 20 de agosto de 1946. Além disso, a portaria do Ministério das Obras Públicas, publicada no Diário de Governo nº 206, 2º série, em 4 de setembro de 1947, estabeleceu a área de proteção para essa antiga relíquia de Avintes.

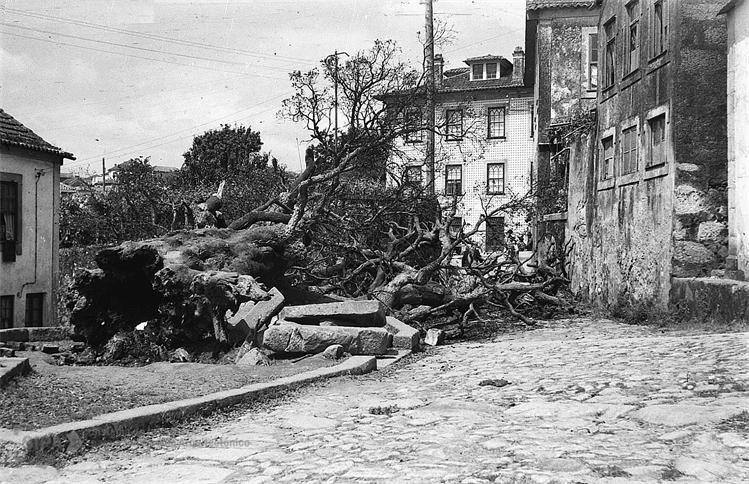
Pedra da Audiência destruída pela queda do sobreiro centenário, 25 de abril 1961

Do grupo protegido fazia também parte um sobreiro antiquíssimo, provavelmente contemporâneo da instauração deste tribunal. Este “sobreiro de passadas eras”, segundo a tradição com quase cinco metros de diâmetro, foi derrubado por uma tempestade a 25 de Abril de 1961, tendo destruído com a sua queda toda a estrutura. Contudo, por intervenção de João Alves Pereira e de outros avintenses, este símbolo do poder local foi restaurado e um novo sobreiro plantado no local.
No dia 26 de abril de 2022 foi inaugurado um jardim junto ao monumento. Essa revitalização, que contou com o apoio da autarquia, também possibilitou a criação de novas áreas públicas junto ao quartel dos Bombeiros Voluntários de Avintes, perto da Pedra da Audiência. 
No mesmo ano começou-se também o processo de reabilitação deste monumento histórico. A junta de freguesia solicitou à Câmara Municipal de Gaia um apoio financeiro para o projeto, e a proposta foi discutida a 30 de maio do mesmo ano.